# Mysanthus
Mysanthus es un género monotípico de plantas con flores  perteneciente a la familia Fabaceae. Su única especie:  Mysanthus uleanus (Harms) G. P. Lewis & A. Delgado, es originaria de  Brasil. 

## Sinonimia
- Phaseolus uleanus Harms